# Camille Guaty
Camille Guaty est une actrice américaine née le 28 juin 1976 en Californie (États-Unis).

## Biographie
Lorsque Camille a cinq ans, sa famille décide de s'installer dans le New Jersey. Elle y pratiquera longtemps le théâtre.
En 2000, elle auditionne pour l'émission Popstars. Ses talents l'emmèneront parmi les 10 meilleurs candidats de l'émission. Sa prestation remarquée lui permet de faire ses débuts au cinéma avec une apparition dans le film Chaos Theory. En 2002, elle tient un rôle dans le téléfilm Gotta Kick It Up!, produit par Disney Channel. À la télévision, elle apparaît également dans la sitcom The Help en 2004.
En 2005, elle décroche le rôle de Maricruz Delgado, la fiancée de Sucre, dans la célèbre série Prison Break. En 2006, elle obtient un rôle dans la série The Nine, annulée après une saison.
En 2007, Camille Guaty se voit offrir le rôle de Piper Nielsen dans la série Las Vegas.
Lorsqu'elle n'est pas sur les plateaux de tournage, Camille Guaty s'adonne au karaoké, pratique l’équitation et joue de la guitare et du piano.
Le 16 avril 2011, Camille épouse Rhys Kaye un compositeur de musique anglais. Ils vivent actuellement à Los Angeles. Ils ont un fils nommé Morrison Rafael Kaye.

## Filmographie

### Cinéma

#### Longs métrages
- 2000 : Chaos Theory de Edward Vilga
- 2003 : Love Object (en) de Robert Parigi : une caissière
- 2007 : Blink de Craig Miller : Nicole
- 2009 : Hanté par ses ex (Ghosts of Girlfriends Past) de Mark Waters : Donna, une demoiselle d'honneur
- 2013 : Crush de Malik Bader : Mme Brown
- 2014 : Cake de Daniel Barnz : Tina
- 2017 : The Wedding Invitation de Rainy Kerwin : Ryann
- 2017 : A Futile and Stupid Gesture de David Wain : Alex Garcia-Mata
- 2024 : Harold et le Crayon magique de Carlos Saldanha : Silva

#### Courts métrages
- 2008 : Consuming Love de Ceyda Torun : Sarah
- 2012 : Towing de Wenhwa Ts'Ao : Red
- 2013 : The Smile Man de Anton Lanshakov : Irene
- 2015 : Stealing de Patrick Cavanaugh : Camille

### Télévision

#### Séries télévisées
- 2002 : Un père peut en cacher un autre (en) (Raising Dad) : Olivia (12 épisodes)
- 2002 : Ce que j'aime chez toi (What I Like About You) : Liz (1 épisode)
- 2003 : Urgences (ER) : Mia (1 épisode)
- 2003 : The Brothers Garcia (en) : Alex (3 épisodes)
- 2004 : Everwood : Serena (1 épisode)
- 2004 : Joey : Debbie (1 épisode)
- 2004 : Preuve à l'appui (Crossing Jordan) : inspectrice Luisa Santana (2 épisodes)
- 2005-2007 : Prison Break : Maricruz Delgado (9 épisodes)
- 2007 : The Nine : 52 heures en enfer (The Nine) : Franny Rios (13 épisodes)
- 2007 : FBI : Portés disparus (Without a Trace) : Paula Solis (1 épisode)
- 2007-2008 : Las Vegas : Piper Nielsen (16 épisodes)
- 2008 : Dirt : Debbie-Ann (1 épisode)
- 2009 : Fear Itself : Karen / Zelda Flemming (1 épisode)
- 2009 : Les Griffin (Family Guy) : Donna (voix - 5 épisodes)
- 2009 : Cupid (en) : Lita (7 épisodes)
- 2010 : Drop Dead Diva : Wendy Simon (1 épisode)
- 2011 : The Chicago Code : Elena (4 épisodes)
- 2011 : Cherche Partenaires Désespérément (Friends with Benefits) : Katie Finelli (1 épisode)
- 2012 : Breakout Kings : Emmy Sharp (1 épisode)
- 2012 : Vampire Diaries : Catlin Shane (2 épisodes)
- 2013 : How I Met Your Mother : Lisa (1 épisode)
- 2014-2015 : Scorpion : Megan O'Brien (10 épisodes)
- 2014 : Hart of Dixie : Connie Vincent (2 épisodes)
- 2014 : Happyland : Elena Velez (8 épisodes)
- 2016 : L'Exorciste : Olivia (1 épisode)
- 2017 : Daytime Divas : Mina / Nina Sandoval (8 épisodes)
- 2018 : Good doctor : Viola (Saison 2 Épisodes 10 et 11)

- 2021 : The Rookie : Le Flic de Los Angeles: Sandra De La Cruz/La Fiera (Saison 3- 4 épisodes)

#### Téléfilms
- 2002 : Cadence (Gotta Kick It Up!) de Ramón Menéndez : Daisy
- 2004 : Gramercy Park de Jeff Bleckner : Maddy Kelly
- 2004 : 30 Days Until I'm Famous de Gabriela Tagliavini : Maggie Moreno
- 2007 : Supreme Courtships de Ian Toynton : Amber Chavez
- 2012 : Let It Go de ? : Charlie
- 2013 : Spy de Alex Hardcastle : Caitlin Banks
- 2015 : Mix de Daniel Barnz : Lola Ruiz
- 2017 : Casting Call de Patrick Cavanaugh : Sophia